# Фаніславічкі
Фаніславічкі (пол. Fanisławiczki) — село в Польщі, у гміні Лопушно Келецького повіту Свентокшиського воєводства.
Населення — 153 особи (2011).
У 1975-1998 роках село належало до Келецького воєводства.

## Демографія
Демографічна структура на день 31 березня 2011 року:
|          | Загалом | Допрацездатний вік | Працездатний вік | Постпрацездатний вік |
| -------- | ------- | ------------------ | ---------------- | -------------------- |
| Чоловіки | 75      | 18                 | 51               | 6                    |
| Жінки    | 78      | 21                 | 41               | 16                   |
| Разом    | 153     | 39                 | 92               | 22                   |